# Grupo Latin Vibe
Grupo Latin Vibe (G.L.V.) est un groupe de salsa/latin jazz du Spanish Harlem à New York.
À l'origine, Anibal “Tito” Rivera et Tommy Mattioli avaient formé dans les années 1990 le groupe “TnT Mix” 
comprenant une dizaine de musiciens  du conservatoire The Harbor (en), avant de le réduire à sept musiciens (septet) en le rebaptisant Grupo Latin Vibe, le mot vibe étant le diminutif en anglais du vibraphone.